# Pterocles quadricinctus
La grandule quattrobande, grandule dai quattro collari o pterocle quadrocinto (Pterocles quadricinctus Temminck, 1815) è un uccello della famiglia Pteroclidae.

## Descrizione

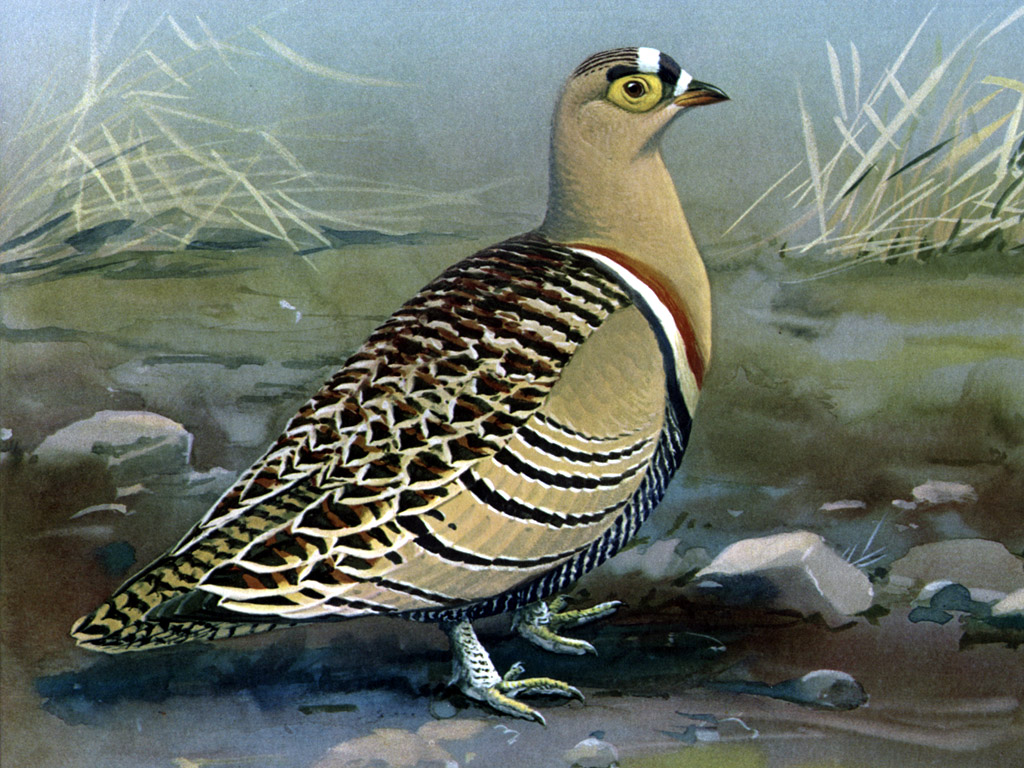
Maschio

È un uccello di media taglia, che raggiunge una lunghezza di 25 cm. L'aspetto ricorda quello di un piccione. La testa, il collo e le parti superiori sono di colore verde-giallastro, con striature marroni sul dorso. Il maschio ha bande bianche e nere sulla fronte (assenti nella femmina) e sul ventre.

## Distribuzione e habitat
La specie è diffusa nell'Africa subsahariana (Benin, Burkina Faso, Camerun, Repubblica Centrafricana, Ciad, Costa d'avorio, Eritrea, Etiopia, Gambia, Ghana, Guinea, Guinea-Bissau, Kenya, Mali, Mauritania, Niger, Nigeria, Senegal, Sud Sudan, Sudan, Togo, Uganda).